# Mijn evanaaste
Mijn Evanaaste is een experimentele kortfilm uit 1963 van cineast Jos Pustjens en de Antwerpse dichter en criticus Paul De Vree, opgenomen in zwart-wit op 16mm-film. De film ontstond binnen de Filmgroep 58 en is de eerste film van drie waarvoor De Vree samenwerkte met Pustjens en componist Jan Bruyndonckx, die beiden deel uitmaakten van de filmgroep. Het scenario van Mijn Evanaaste komt van dichter Jos Welffens, terwijl Willy Verlinden instond voor de camerabediening. De oorspronkelijke kortfilm duurde acht à tien minuten. De bewaarde versie in het M HKA is acht minuten lang en lijkt overeen te stemmen met wat er aan poëzie beloofd wordt. De film bestaat uit scènes op een strand, in een drukke stad en op een intiemere set waar een man en een vrouw elkaar treffen. De voice-over is een aaneenschakeling van gedichten van Paul De Vree, voorgelezen door acteur Julien Schoenaerts.

## Inhoud

#### Visueel: Pustjens & Verlinden
Mijn Evanaaste gaat over "de plaats van de erotiek in het leven". Ze brengt dat tot uiting door soms abstracte beelden te combineren met sensuele poëzie en experimentele muziek. Er is geen conventioneel narratief aanwezig in de film, maar de film bestaat ten slotte toch uit dagelijkse, behapbare situaties; gecombineerd met scènes in een meer poëtisch-suggestieve beeldtaal. Kort samengevat verbeeldt de film een ontmoeting tussen een man en een vrouw, die elkaar op geen enkel moment in de film aanspreken of aanraken. Aanrakingen worden wel gesuggereerd aan de hand van poëtische metaforen: een hand bevoelt een zijden doek en een marmeren beeld. Zijde en marmer zijn twee centrale elementen in de film en tevens twee adjectieven die vaak gebruikt worden om een zachte of gevoelige huid te beschrijven. In het gedicht 'Ogenblik' beschrijft De Vree een "lichte witte volte" in de holte van zijn hand, die zowel naar een naakte borst als naar het marmeren beeld kan verwijzen. In de film draait een wit marmeren beeld langzaam rond op een pedestal terwijl 'Ogenblik' aan hetzelfde trage tempo gereciteerd wordt.
Een artikel in De Nieuwe Gazet uit 1963 schrijft dat "het contrast van de steedse levendigheid en de landelijk rust goed tot uiting komt in filmrijpe beelden". Het bruisende stadsleven wordt enerzijds gerepresenteerd door beelden van overvolle kruispunten, waar automobilisten, fietsers en voetgangers elk hun weg gaan, en anderzijds door de weergave van een gesprek tussen twee vrouwen die in een café aan een tafeltje zitten bij het raam, waardoor de stad in beweging op de achtergrond zichtbaar is. De landelijke rust refereert naar de beelden aan de kust van verlaten waterlijnen, of naar beelden van het koppel, overdenkend in de duinen. De beelden van de kustlijn vormen zowel de openingsscène als de slotscène. Aan het einde van de film wandelen de twee hoofdpersonages – ze blijven naamloos – in tegengestelde richting langs de waterlijn. In het punt waar ze elkaar kruisen, houdt geen van hen stil, maar wandelen ze beide verder. De mannelijke hoofdfiguur keert heel kort de blik om naar haar, zij vertraagt haar tred, maar hij keert zich terug om en loopt verder voor zich uit. De jonge vrouw loopt het beeld uit, voorbij de camera. We kijken uiteindelijk naar de man die verder op het strand wandelt tot het beeld verduistert.

#### Auditief: poëzie van Paul De Vree & experimentele muziek van Jan Bruyndonckx

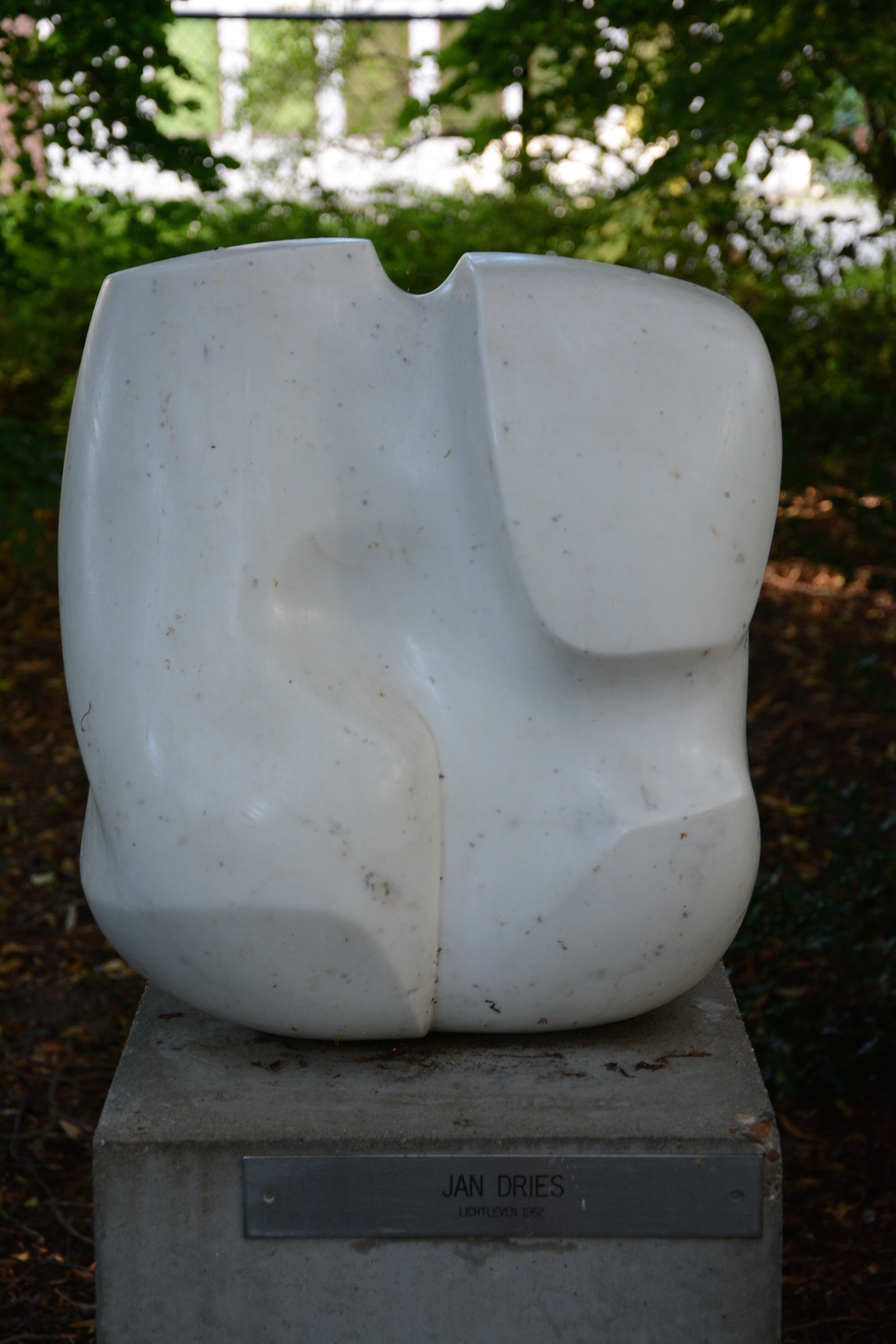
Lichtleven (1962), Middelheimmuseum Antwerpen.

De geluidsband van de film bestaat uit zeven gedichten van Paul De Vree, uit verschillende periodes van zijn carrière. Wat de "erotische" gedichten gemeen hebben is dat ze telkens "de vrouw" als onderwerp hebben. De lage doch heldere stem van Julien Schoenaerts in combinatie met echo, latency en andere geluidseffecten door de componist toegevoegd, verlenen de gedichten hun sensuele karakter. Vertraging en herhaling verzachten de teksten en beklemtonen de kern van de verschillende gedichten. De naam 'Veronika' of een woord als ‘paradijslichaam’ wordt in die mate (haast fluisterend) uitgerekt dat ze een smachten of een verlangen verklankt. Op andere momenten versterkt de intensiteit van het spreken datzelfde gevoel.
De meeste gedichten die op de voice-over te horen zijn, komen uit de bundel Egelrond (1957) uit De Vree's 'derde periode' (1953-1963). De Vree's naoorlogse poëzie laat zich kenmerken door haar zichtbaar evoluerend experimenteel karakter. Hij liet zich daarbij inspireren door de dadaïsten en met name door Paul Van Ostaijen. Dat is duidelijk hoor- en zichtbaar in het openingsgedicht 'Veronika'.
Bij het eerste gedicht vallen de woorden "ik stijg" samen met een uitwaartse dalende zoom wat de illusie creëert dat de man in beeld effectief stijgt, terwijl de woorden "ik val" gepaard gaan met een zoom-in naar close-up in een stijgende lijn – de tegenovergestelde beweging. Taal en camerabeweging vormen in dit gedicht aldus contrapunten. Vervolgens is de tweede strofe (van zes) van het gedicht 'Poldertapijt' hoorbaar, dat uit dezelfde bundel komt als 'Veronika'. Hierna volgt het gedicht 'Magdalena' minus haar slotzin. Het vroege sonore gedicht 'Terrena Troubahi', komt als vierde fragment aan bod en gaat naadloos over in het gedicht ‘Lettervrouw’. In 'Lettervrouw' vallen beeld en taal op één punt haast letterlijk samen: de woorden "vallen mijn ogen dicht" komen overeen met close-up van twee geopende ogen, die – hoewel voorondersteld – niet sluiten, maar langzaam onder uit het beeld verdwijnen. Het voorlaatste gedicht dat te horen is, heet 'Ogenblik', waarna een titelloos fragment uit Appasionato (1953) de film besluit. Het laatste dichtstuk vormt een synthese van de afgelopen gebeurtenissen. Gedurende de film lijkt er een aantrekken en afstoten te bestaan tussen de twee hoofdpersonages: in het gedicht wordt er gesproken van een "dartel dialoog" en "'t epiloog, een kruisvuur rond het roekeloos isolement". Wanneer 'hij' en 'zij' elkaar aan het einde van de film op het strand ontmoeten, terwijl ze nooit écht bij elkaar komen (ze kruisen elkaar in hun isolement), leest Julien Schoenaerts de volgende slotregels, die erop lijken te wijzen dat de handeling nog vele malen herhaald zal worden:
ontembaar in de jacht naar wat ons naderbrengt
en weer verwijdert en weer onafscheidelijk verzengt

#### Het beeldhouwwerk van Jan Dries
In de film vertolkt een sculptuur van Antwerps beeldhouwer Jan Dries een belangrijke rol. Meer specifiek gaat het om het werk Lichtleven (1962) dat in de permanente collectie van het Middelheimmuseum te Antwerpen is opgenomen. Het beeldhouwwerk (en daarmee de kunstenaar) wil een synesthetische ervaring teweegbrengen, waarbij voelen en zien in elkaar overvloeien.
In een verdere lezing is de film een voortzetting van de surrealistische en dadaïstische vooroorlogse bewegingen. Het sculptuur dat tot leven komt, roept herinneringen op van Hans Richters Dreams That Money Can Buy uit 1947, waarin verschillende kunstwerken van bekende vrienden, zoals Marcel Duchamp, Fernand Léger en Man Ray, figureren. Richters film vermengt net als Mijn Evanaaste feit en fictie, realiteit en fantasmagorie. In Dreams That Money Can Buy figureren onder anderen huilende en fietsende mannequins, die het surrealisme en de vermenselijking van levenloze objecten bewerkstelligen. In de film worden kunstwerken als elementen uit een droom in de narratieve film binnengebracht via rookeffecten en dissolves.
Lichtleven van Jan Dries wordt in de film niet tot leven gebracht, maar krijgt via het spel met licht, schaduw en beweging menselijke eigenschappen of tenminste een warmte, een aura, alsof het een ademend lichaam is. De roterende beweging van het beeldhouwwerk op een pedestal of het roteren van de opgenomen beelden in Mijn Evanaaste zijn twee voorbeelden van veelvuldig toegepaste technieken in Europosese kunstdocumentaires van de jaren 40 en 50, (die eveneens in Dreams That Money Can Buy zichtbaar zijn). Lichtleven wordt dynamisch in beeld gebracht en tegenover een koude, afstandelijke blik die vroegere documentaires kenmerkte, staat het materiële karakter van het werk centraal. Het marmer moet aangeraakt worden.

## Rolverdeling
| Acteur               | Personage  |
| -------------------- | ---------- |
| Julien Schoenaerts   | Stem       |
| Eliane Annick        | Zij        |
| Vic Ribbens          | Hij        |
| Marcella van Mol     | de anderen |
| Simone van den Bulck | de anderen |

## Beknopte filmanalyse
Mijn Evanaaste is een voorzichtige uitwerking van de abstracte tendens en de experimentele ontwikkelingen in de beeldende kunst. De beelden zijn uitgepuurd, getuigen van een minimalistische esthetica, maar slechts een minderheid ervan leest als abstract. Het experiment ligt voornamelijk in de samenvoeging van de sonore poëzie, de elektronische klanken en het inzetten van het sculptuur als ‘narratief’ element. Hoewel de handelingen overwegend conventioneel en leesbaar zijn, blijft een echt narratief achterwege en zijn de beelden toch in die mate losgekoppeld van de gesproken tekst en de muziek, dat het geheel bevreemdend werkt.

## Achtergrond

### Filmgroep 58
Mijn Evanaaste is een van de exponenten van Filmgroep 58. De filmgroep ontstond uit verschillende clubs van amateurcineasten die hun kennis en krachten wilden bundelen om het amateurwezen achter zich te kunnen laten en zich “naar buiten uit” te kunnen manifesteren. Daarbij had de filmgroep nauwe contacten met kunstenaars van de groep G 58 Hessenhuis en met dichters als Jos Welffens en Paul De Vree. Eén van de kunstenaars van G 58 Hessenhuis is beeldhouwer Jan Dries, een andere is abstract schilder Jef Verheyen die met De Vree, Pustjens en Bruyndonckx een volgende film zal ontwikkelen.

### Receptie- en vertoningsgeschiedenis
Mijn Evanaaste won de Sinjaalprijs voor de poëtische film, op het eerste Benelux Filmfestival van 1963, uitgereikt door Paul De Vree die met het Nationaal Centrum voor Moderne Kunst het festival organiseerde. De film wint daarnaast "Beker en Prijs” van het British Film Institute, Glasgow in 1963. Op 10 september 1963 vond ten slotte in het Casino van Knokke de 6e Biënnale voor de Poëzie plaats. De Volkskrant spotte vooral "veel flapdassen in Knokke" maar wist zich toch getroost door enkele Vlaamse inzendingen waaronder Mijn Evanaaste. "Pustjens en Bruyndonckx hadden bij gedichten van Paul De Vree boeiende beelden gevonden". Doch niet alle kritiek is lovend, een Nederlands tijdschrift rapporteert het volgende:
“In het zoeken naar nieuwe wegen voor de filmkunst pogen de Antwerpse filmers een integratie tot stand te brengen tussen filmbeeld, woord en muziek. [...] Een film als Mijn Evanaaste van Jos Pustjens op een gedicht van medelid Paul de Vree was een voorbeeld van een niet tot stand gekomen integratie.”
Een Franse krant schrijft dat Pustjens "te geobsedeerd" was door de gedichten van De Vree, waardoor hij er niet in slaagde een "homogeen verband te scheppen tussen woord en beeld".
De film werd behalve op filmfestivals, ook vertoond in Galerij Drieghe te Wetteren op 15 december 1963 op de "Fonetische poëzie- en filmavond". Ook op vrijdag 28 februari 1964 organiseert het Nationaal Centrum voor Moderne Kunst een poëzie-, muziek- en filmavond waar de film werd vertoond, samen met Amen (Pustjens) en Pêche de Nuit (Wicky, Peire & Henri Chopin). Ten slotte kende de film alvast één internationale vertoning in Galerie d te Frankfurt op 3 april 1964, waarvoor de teksten vertaald werden.